# 林檎の樹
『林檎の樹』（りんごのき、原題:The Apple Tree、1916年）は、イギリスのノーベル文学賞受賞者ジョン・ゴールズワージーによる小説である。

## あらすじ
銀婚式の日にアシャースト夫妻は、26年前の思い出の地を訪れる。そこで初老となったフランク・アシャーストに、その頃の記憶がよみがえる。
5月1日、大学を卒業したフランクとその友人ロバート・ガートンは、徒歩旅行の途中に、ナラコウム夫人の家に泊まる。そこで出会ったナラコウム夫人の姪であるミーガン・デイヴィットは、身なりこそみすぼらしいが、「百人に一人といない」と言われるほどの美人であった。そのようなミーガンにフランクは一目惚れする。
翌日、フットボールで怪我をしていたフランクのひざが悪化し、ガートンはフランクを残してロンドンへと発つ。しばらくの間この家に留まることになったフランクは、ミーガンへの恋をますますつのらせる。そして、ミーガンもフランクを愛し始めるが、周囲の人たちはこのことを快く思っていない。そこでフランクは、2人で駆け落ちする計画を提案し、その準備のために1人でトーキーへ行く。
トーキーへ来たフランクは友人、フィル・ハリデイと出会う。彼の家に招かれたフランクは、そこでその妹たち、サビナ、フリーダ、ステラを紹介される。そのようなことをしているうちに、フランクはミーガンのもとへその日は帰れなくなり、ナラコウム夫人宛に断りの電報を打つ。その夜、フランクはステラに惹かれていることに気付き、ミーガンとのことで悩み始める。次の日も、ハリデイのもとで過ごし、その次の日、フィルたちとピクニックへ行く途中の四輪馬車の中で、フランクはミーガンが歩いているところを目撃する。驚いたフランクは馬車を降り、彼女を追いかけようとするがやめる。フランクはハリデイ一家に会ってから、ミーガンと結婚できないことがだんだんはっきりと分かってきていたのであった。それから3日後、フランクはハリデイ一家と一緒にロンドンへもどる。ナラコウム夫人の農場へは、ついに手紙も出さなかった。そして、翌年の4月末に、フランクはステラと結婚する。
このような思い出にふけっていたフランクの胸に、いま一度この近くにあるナラコウム夫人の農場を見たいという気持ちが起こり、農場へと向かう。そこは26年前とほとんど変わっていなかった。そこでフランクは、26年前知り合いだった農夫のジムから、あの後のミーガンについて話を聞く。彼女はフランクが去った後、悲しみにくれついに自殺してしまったという。

## 翻案
『サマーストーリー』という題で映画化されたことがある。
テレビアニメ『キミキス pure rouge』でヒロインの星乃結美が本作を好み、意中の男性に薦めるシーンがある。

## 日本語訳
- 『林檎の樹』法村里絵訳、新潮文庫、2018年。ISBN 978-4-10-208803-6